# 中島弘美
中島 弘美（なかじま ひろみ、1954年7月21日 - ）は、熊本県本渡市出身の元プロ野球選手（ポジションは投手）。1977年から1978年までの登録名は、中島 啓助（〜けいすけ）。

## 来歴・人物
八代第一高校では、1972年夏の甲子園県予選を勝ち抜き中九州大会準決勝に進出。この大会で全国優勝した津久見高と対戦、エース水江正臣と投げ合い0－4で敗れ、甲子園には届かなかった。同年のドラフト会議で太平洋クラブライオンズから1位指名を受けプロ入り。貴重な左腕投手で速球やカーブ、シュートが武器の本格派であり、その素質は高く評価されていた。
入団した1973年にはアメリカ1A・ローダイ・ライオンズに野球留学し、同年は初先発、初勝利も記録した。しかし一軍での登板はわずか3試合に終わり、1978年オフに引退した。
その後は1981年九州佐川急便株式会社（現：佐川急便株式会社）へ入社し、1990年より日本少年野球連盟ボーイズリーグ朝倉ドジャースの監督を10年間務め、1992年より佐川急便九州支社野球部監督を4年間歴任し現在も佐川急便九州支社に在籍している。

## 詳細情報

### 年度別投手成績
| 年 度     | 球 団     | 登 板 | 先 発 | 完 投 | 完 封 | 無 四 球 | 勝 利 | 敗 戦 | セ 丨 ブ | ホ 丨 ル ド | 勝 率 | 打 者 | 投 球 回 | 被 安 打 | 被 本 塁 打 | 与 四 球 | 敬 遠 | 与 死 球 | 奪 三 振 | 暴 投 | ボ 丨 ク | 失 点 | 自 責 点 | 防 御 率 | W H I P |
| --------- | --------- | ----- | ----- | ----- | ----- | -------- | ----- | ----- | -------- | ----------- | ----- | ----- | -------- | -------- | ----------- | -------- | ----- | -------- | -------- | ----- | -------- | ----- | -------- | -------- | ------- |
| 1973      | 太平洋    | 3     | 1     | 0     | 0     | 0        | 1     | 0     | --       | --          | 1.000 | 35    | 8.0      | 10       | 0           | 4        | 0     | 0        | 3        | 0     | 0        | 5     | 5        | 5.63     | 1.75    |
| 通算：1年 | 通算：1年 | 3     | 1     | 0     | 0     | 0        | 1     | 0     | --       | --          | 1.000 | 35    | 8.0      | 10       | 0           | 4        | 0     | 0        | 3        | 0     | 0        | 5     | 5        | 5.63     | 1.75    |

### 記録
- 初登板：1973年9月27日 対南海ホークス後期12回戦（大阪球場）、8回裏から3番手で救援登板・完了、1回無失点
- 初奪三振：同上、8回裏に相羽欣厚から
- 初先発登板・初勝利：1973年10月3日 対近鉄バファローズ後期10回戦（日本生命球場）、5回0/3を3失点

### 背番号
- 37（1973年 - 1978年）

### 登録名
- 中島 弘美（なかじま ひろみ、1973年 - 1976年）
- 中島 啓助（なかじま けいすけ、1977年 - 1978年）